# Ptychostomum bornholmense
Ptychostomum bornholmense là một loài rêu trong họ Bryaceae. Loài này được Wink. & R. Ruthe D. T. Holyoak & N. Pedersen mô tả khoa học đầu tiên năm 2007.